# Zoantaris (ordre)
Els zoantaris (Zoantharia) són un ordre d'antozous hexacoral·lis. Abans es coneixien amb el nom de zoàntids (Zoanthida) o zoantiniaris (Zoanthiniaria).
Aquest ordre agrupa espècies solitàries i també formes colònies. La majoria dels seus membres tenen una mida petita d'uns pocs centímetres i són populars en els aquaris d'aigua salada, malgrat que algunes espècies poden ser tòxiques.

## Taxonomia
Segons el registre mundial (WoRMS) :
- Família Abyssoanthidae
- Subordre Brachycnemina
  - Família Neozoanthidae
  - Família Sphenopidae
  - Família Zoanthidae
- Subordre Macrocnemina
  - Família Epizoanthidae
  - Família Hydrozoanthidae
  - Família Microzoanthidae
  - Família Parazoanthidae